# Tai Wu
Tai Wu (太戊), anche chiamato Da Wu (大戊), Tian Wu (天戊) o Zu Wu (祖戊), il cui nome personale era Zi Mi (子密) (... – 1562 a.C.) è stato il nono (o il settimo) re della Dinastia Shang.
Avrebbe regnato per sessantotto anni dal 1630 a.C. al 1562 a.C., il che farebbe di lui il sovrano che ha regnato più a lungo nella storia della Cina, altre fonti riportano 75 anni di regno.
Nello Shiji (Memorie di uno storico) viene indicato da Sima Qian come il nono sovrano Shang, succeduto al fratello Yong Ji (太庚).
Come buona parte dei sovrani della dinastia scelse come capitale Bo (亳). Nominò come primi ministri Yi She (伊陟) e Chen Hu (臣扈). Nel trentacinquesimo anno del suo regno, scrisse il poema intitolato Yanche (寅 車). Nel quarantaseiesimo si ebbe un raccolto eccezionale. Nel cinquantottesimo anno del suo regno, fece erigere la città di Pugu (蒲 姑).
Morì durante il suo settantacinquesimo anno di regno, gli venne assegnato il nome postumo di "Tai Wu" ed alla testa dello stato gli succedette il figlio Zhong Ding.
Alcune incisioni oracolari su osso rinvenute a Yin Xu, invece, lo indicano come il settimo sovrano Shang, succeduto allo zio Xiao Jia e che avrebbe avuto come successore, il fratello Yong Ji (大戊) ed il nome postumo sarebbe stato "Da Wu" (大戊).